# Liwaa Yazji

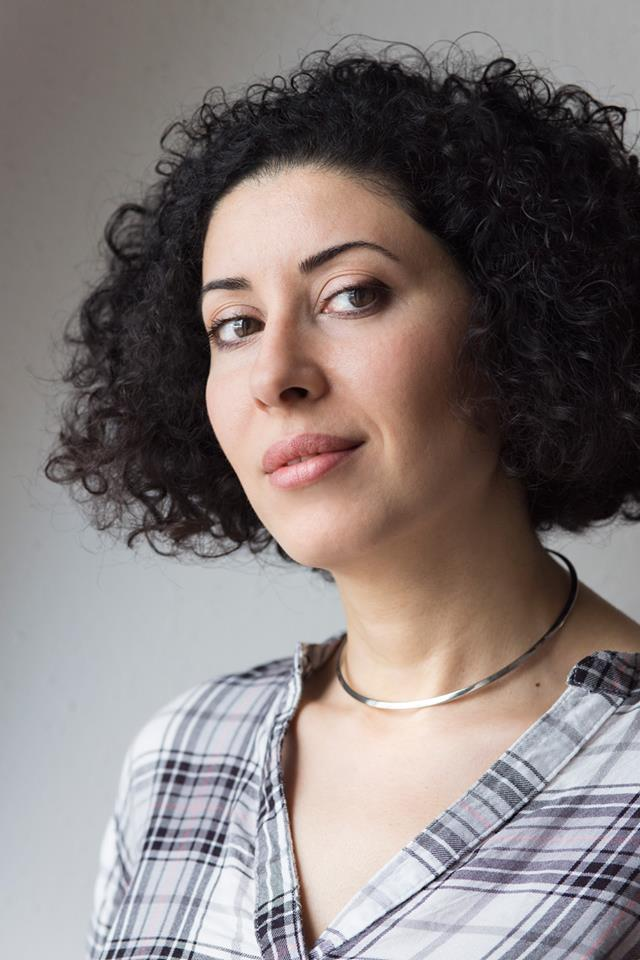
Liwaa Yazji, 2016, Foto: Florian Reimann

Liwaa Yazji (arabisch لواء يازجي, DMG Liwāʾ Yāziǧiyy; * 1977 in Moskau, Russische SFSR, Sowjetunion) ist eine syrische Schriftstellerin, Filmemacherin und Dramaturgin, die seit 2016 in Berlin lebt. Neben Veröffentlichungen in arabischen Ländern wurden ihre Texte auch ins Englische übersetzt und auf internationalen Bühnen und Festivals aufgeführt. Ihre Werke zählen zur zeitgenössischen syrischen Exilliteratur und handeln unter anderem von Krieg und politischer Verfolgung.

## Leben und Wirken
Yazji wurde in Moskau geboren, wo ihre Eltern studierten. Die Familie kehrte Anfang der 1980er Jahre nach Syrien zurück und wohnte einige Jahre in der nordsyrischen Metropole Aleppo, bevor sie nach Damaskus zog. Nach ihrer Schulzeit studierte Yazji Englische Literatur an der Universität Damaskus (1995–1998) und erwarb ein Postgraduiertendiplom in Literaturwissenschaft (1998–1999). Von 1999 bis 2003 studierte sie Theaterwissenschaft am Higher Institute for Dramatic Arts in Damaskus.
Ab 2003 war Yazji als Dramaturgin und Regieassistentin bei mehreren Theaterprojekten sowie Filmproduktionen in Damaskus tätig. Im Rahmen des kulturellen Programms aus Anlass der Arabischen Kulturhauptstadt 2008 in Damaskus war sie für die Teilnahme syrischer Theater- und Tanzaufführungen verantwortlich. Danach arbeitete sie als Drehbuchautorin für panarabische Produktionsfirmen. Seit 2012 ist Yazji außerdem Vorstandsmitglied der syrischen gemeinnützigen Kulturorganisation Ettijahat – Independent Culture. Nach Ausbruch des Kriegs in Syrien emigrierte sie 2014 zunächst nach Beirut und 2016 nach Berlin.
In Beirut begann sie mit der Arbeit an ihrem ersten abendfüllenden Dokumentarfilm Haunted (2014). Er wurde von der Heinrich-Böll-Stiftung im Libanon koproduziert und zeigt teilweise durch authentische Videoaufzeichnungen das Leben von neun Menschen, die entweder in Syrien als Binnenflüchtlinge lebten oder im Libanon Zuflucht suchten. Bei seiner Premiere beim Dokumentarfestival Marseille gewann er den Special Mention Award und beim GIGAF Festival in Tunesien 2016 die Al-Waha-Bronzemedaille. Der Film wurde auch auf anderen internationalen Festivals und in ausgewählten Kinos gezeigt.
Ihr Theaterstück Goats (‚Ziegen‘) handelt von Dorfbewohnern, die von ihrem Bürgermeister eine Ziege als Entschädigung für ihre im Bürgerkrieg gefallenen Söhne erhalten. Mit Verfremdungseffekten und durch die Perspektive einer Fernsehreporterin inszeniert, beginnt das Stück mit einer Reihe von Särgen, die auf der Bühne aufgebahrt sind, jeder mit dem Foto eines jungen Soldaten in Uniform, der irgendwo im Land im Kampf gegen „Terroristen“ getötet wurde. Es wurde nach einer ersten szenischen Lesung während der Veranstaltung „Told from the Inside“ im Royal Court Theatre, London, im Dezember 2017 dort auch mit lebenden Ziegen uraufgeführt. Dies führte anschließend zu Fragen von Journalisten nach dem Wohl der Tiere, worauf Yazji antwortete: „Vielleicht haben Sie auch Fragen über Syrien? Oder nach den Rechten der Syrer?“ Goats war danach Teil des PEN World Voices: International Play Festival 2018 in New York, und im Februar 2019 wurde eine szenische Lesung auf Arabisch im Khashabi Theater in Haifa produziert.
Das vom Royal Exchange Theatre in Manchester in Auftrag gegebene Stück Q & Q behandelt sexuelle Gewalt gegen Frauen am Beispiel von Syrerinnen, die in drei verschiedenen Ländern (Syrien, Libanon und Frankreich) von austauschbaren Fragenstellern verhört werden. Das Stück erfuhr eine szenische Lesung beim B!rth Festival 2016 in Manchester. Weiterhin wurde es im BBC Radioprogramm, bei der International Women Playwright Conference in Chile 2018 und beim Edinburgh Festival 2017 aufgeführt, wo szenische Lesungen in Theatern, Akademien und Gesundheitseinrichtungen stattfanden.
Ihr nächstes Stück, Waiting for the Guests, ist ein kurzes Theaterstück, das erstmals 2018 in der Zeitschrift Index on Censorship veröffentlicht wurde. Es porträtiert eine Frau, die wegen ihrer Schriften vom Staat verfolgt wird. So steht sie vor der schwierigen Entscheidung, entweder von Soldaten getötet zu werden oder sich und ihre Familie zu töten, bevor die Soldaten eintreffen.
Im August 2023 nahm Yazji an einer mehrsprachigen Lesung vor dem Ischtar-Tor im Pergamonmuseum in Berlin teil. Sie trug dabei ihr Gedicht Ein schwereloser Vogel vor, das die schmerzliche Erfahrung des verlorenen Friedens durch Krieg beschreibt.
Yazjis Werk ist geprägt von Reflexionen über die Grausamkeit des Krieges in Syrien, Gewalt gegen Frauen, ihrer Situation als Schriftstellerin mit Familie in Syrien, die sich gegen diesen Krieg stellt, sowie von politischen Theaterformen wie von Bertolt Brecht und Edward Bond, dessen Stück Saved sie 2015 ins Arabische übersetzte. In einem Interview im Jahr 2016 kommentierte sie ihre Gründe, auch im Exil weiter zu schreiben:

„Wenn ich mich entscheide, mit dem Schreiben aufzuhören, dann gelingt es dem Feind – oder sagen wir mal der Diktatur –, mich zum Schweigen zu bringen, egal, ob ich mich innerhalb oder außerhalb des Landes befinde, [...] Es ist also eine Art Umgang mit der eigenen Zensur und Ängsten.“

## Werke
Alle Werke wurden auf Arabisch verfasst und sind im Folgenden in englischer Übersetzung genannt.

### Bühnenwerke
- Here in the park, verfasst in Damaskus, 2007–2009
- Q & Q, 2016
- Goats, 2017, englische Übersetzung von Katharine Halls, Nick Hearn Books Limited, London, ISBN 978-1-84842-720-4
- Waiting for the guests, 2018
- Songs for days to come, Gedicht für Opernprojekt mit den syrischen Musikern Kinan Azmeh, Dima Orsho und Kinan Abou-Afach[18]

### Belletristik
- In Peace, we leave Home, Lyriksammlung, Beirut, 2014
- Three Poems, englische Übersetzung von Chip Rosetti, Martin E. Segal Theatre Center Publications, New York, 2016, ISBN 978-0-9761920-6-0
- The Birds of Longing, Kurzgeschichte, als Teil von Kashash, Syrian Sixth Space Curatorial Platform, 2017[19]
- Apples of my Grandmother, lyrischer Monolog, Dancing on the Edge Festival in Amsterdam, 2019[20]

### Filmproduktionen
- The Brothers, Fernsehserie mit 100 Episoden von Liwaa Yazji and Mohammad Abou Laban. Erstausstrahlung 2014 auf Abu Dhabi TV und danach auf überregionalen arabischen Sendern[21]
- Haunted, Dokumentarfilm, 114', 2014, auch als DVD erschienen
- Qaid Majhol, Drehbuch für eine syrische Fernsehserie, 2021

## Auszeichnungen
- Produktionsstipendium der Heinrich-Böll-Stiftung für Haunted, 2014[3]
- Doc Alliance Award 2015 für Haunted
- Artist in residence, Poets House, New York, 2017